# Ivica Zubac
Ivica Zubac (Mostar, 18. ožujka 1997.) hrvatski je košarkaš koji igra na mjestu centra. Nastupao je za NBA momčad Los Angeles Lakers, koja ga je   odabrala na NBA Draftu 2016. godine.
Trenutno igra za NBA momčad Los Angeles Clippers.

## Karijera

### Hrvatska
Igračku karijeru započeo je kao srednjoškolac u Ciboni. U sezoni 2013./14. zaigrao je za KK Zrinjevac, svoj prvi seniorski klub. Sljedeće sezone vraća se u Cibonu, gdje je nakon odlaska Darija Šarića zaigrao u prvoj momčadi zajedno s Nikom Slavicom i Antom Žižićem. Nastupio je u više utakmica ABA lige i Europskog kupa. U veljači 2016., nakon što je nakratko bio igrač Cedevite, odlukom Hrvatskog košarkaškog saveza vraćen je pod okrilje Cibone, ali je nakon neslaganja oko plaće napustio klub i potpisao za srbijansku momčad Mega Leks iz Beograda. Sa srbijanskom momčadi igrao je poluzavršnicu borbe za prvaka, ostvarujući učinak od 10,9 poena i 5,1 asistencije po utakmici.

### Lakersi
Nakon što u 2. krugu NBA Drafta sredinom lipnja 2016. izabran od strane Los Angeles Lakersa, 7. srpnja potpisuje trogodišnji ugovor s klubom. Prilikom potpisivanja ugovora, čelnici kluba istaknuli su kako "Zubac ima svijetlu budućnost" te kako je "veliki mladi talent i osvježenje za ekipu". Kasnije je Zubac izjavio kako je potpisivanje ugovora s Lakersima ostvarenje njegovih dječačkih snova te kako je od samoga početka bavljenja košarkom za cilj imao igranje u NBA ligi.
Za Lakerse je debitirao 2. studenog 2016. protiv Atlanta Hawksa. Tijekom pet minuta igre zabio je 6 poena, ali je zbog tri prekršaja ubrzo otišao na klupu. Tijekom polovice naredne sezone, igrao je 10 susreta, a svoj prvi double-double ostvario je u siječnju 2017.   u porazu svoje momčadi protiv Denver Nuggetsa. Zubac je za 26 minuta provedenih na parketu postigao 11 poena, 13 skokova, tri blokade i po jednu ukradenu loptu i asistenciju. Istovremeno, to mu je bila utakmica s najdužom minutažom od potpisivanja ugovora s Lakersima (26 minuta). Krajem istog mjeseca, u susretu s istom momčadi (Denver Nuggetsima) ostvario je dotad najbolju utakmicu u NBA-iju; u 26 minuta igre zabio je 17 koševa i imao 6 asistencija.

### Clippersi
U pobjedi nad Indianom (114:100), krajem studenoga 2022., ubacio je 31 koš i 29 skokova, što je najveći broj skokova za Clipperse u razdoblju od 34 godine. Učinku je dodao po tri asistencije i bloka. To je ujedno i najbolji učinak s više od 30 koševa i 25 skokova uz više od 80% učinkovitosti iz igre od Shaquillea O’Neala u ožujku 2004.

## Osobni život
U razgovoru za internetski portal Scena.hr, izjavio je kako su mu najveći uzori Dražen Petrović i Dino Rađa, koji je također igrao na mjestu centra.